# Distrito de Märkisch-Oderland
El Distrito de Märkisch-Oderland (en alemán: Landkreis Märkisch-Oderland) es un Landkreis (distrito) ubicado al este del estado federal de Brandeburgo (Alemania). Los distritos vecinos al norte son el distrito de Barnim, al este la frontera con la república de Polonia, al sur el distrito urbano de Fráncfort del Óder y el distrito de Oder-Spree y al oeste la comarca cercana a la comarca de Berlín. La capital de distrito es la ciudad de Seelow.

## Geografía
El distrito de Märkisch-Oderland se ubica en la parte más oriental del estado federal de Brandenburgo en Berlín. Cerca de la comarca de Oberbarnims, es decir la parte alemana de la comarca del Lebus y el Oderbruch hasta la frontera polaca definida por el Oder.

## Composición del Distrito

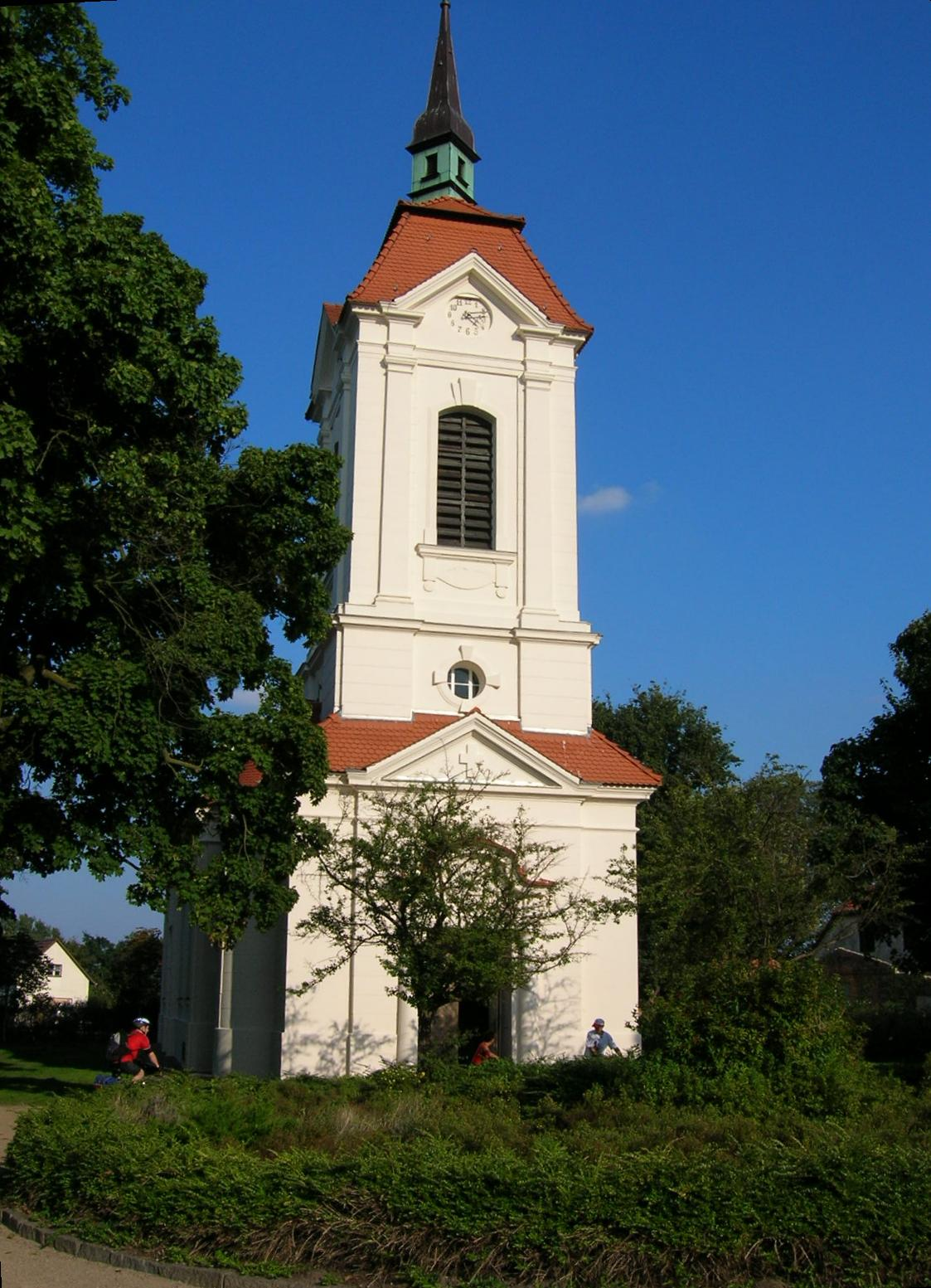

(Habitantes a 31 de diciembre de 2005)
| Ciudades ¹ independientes de Amt 1. Altlandsberg (8.677) 2. Bad Freienwalde (12.944) 3. Buckow ¹ (1.685) 4. Lebus ¹ (3.370) 5. Müncheberg (7.471) 6. Seelow (5.776) 7. Strausberg (26.533) 8. Wriezen (8.109) Ciudades libres de Amt 1. Fredersdorf-Vogelsdorf (12.401) 2. Hoppegarten (14.715) 3. Letschin (4.785) 4. Neuenhagen bei Berlin (16.325) 5. Petershagen/Eggersdorf (13.171) 6. Rüdersdorf bei Berlin (15.880) | Unión de Municipios/Ciudades (Amt) 1. Barnim-Oderbruch (6.740) 1. Bliesdorf (980) 2. Neulewin (1.086) 3. Neutrebbin (1.621) 4. Oderaue (1.848) 5. Prötzel (1.205) 6. Reichenow-Möglin (624) 2. Falkenberg-Höhe (5.067) 1. Beiersdorf-Freudenberg (631) 2. Falkenberg (2.479) 3. Heckelberg-Brunow (863) 4. Höhenland (1.094) 3. Golzow (6.271) 1. Alt Tucheband (1.026) 2. Bleyen-Genschmar (557) 3. Golzow (920) 4. Küstriner Vorland (2.992) 5. Zechin (776) 4. Lebus (6.769) 1. Lebus (Ciudad) (3.370) 2. Podelzig (992) 3. Reitwein (535) 4. Treplin (421) 5. Zeschdorf (1.451) 5. Märkische Schweiz (9.522) 1. Buckow (Märkische Schweiz) (Ciudad) (1.685) 2. Garzau-Garzin (519) 3. Oberbarnim (1.496) 4. Rehfelde (4.568) 5. Waldsieversdorf (1.254) 6. Neuhardenberg (4.996) 1. Gusow-Platkow (1.406) 2. Märkische Höhe (666) 3. Neuhardenberg (2.924) 7. Seelow-Land (5.346) 1. Falkenhagen (Mark) (768) 2. Fichtenhöhe (585) 3. Lietzen (812) 4. Lindendorf (1.560) 5. Vierlinden (1.621) |

## Lugares de especial interés
- Lugares especiales para ver:
  - Museumspark Rüdersdorf
  - Freilichtmuseum Altranft
  - Schloss Freienwalde
  - Schloss Gusow
  - Schloss Neuhardenberg
  - Seelower Höhen (Gedenkstätte / Museo)
- Espacios paisajísticos:
  - Barnimer Hochland
  - Oderbruch
  - Lebuser Platte

## Otros proyectos
- Wikimedia Commons alberga una categoría multimedia sobre Distrito de Märkisch-Oderland.